# 宿河原駅
宿河原駅（しゅくがわらえき）は、神奈川県川崎市多摩区宿河原三丁目にある、東日本旅客鉄道（JR東日本）南武線の駅である。駅番号はJN 13。

## 歴史
かつては当駅から多摩川の川原まで砂利採取線が伸びていた。ここ宿河原付近の多摩川で採取した砂利を南武鉄道経由で川崎河岸駅まで運搬し、そこで船に乗せ換えて東京や横浜へ運んでいた。1934年（昭和9年）に砂利の機械掘りが禁止され、砂利採取が行われなくなった後も線路はしばらく残されていたが、現在は撤去され、川崎市道となっている。
また、同時期には当駅から登戸駅付近を経て小田急小田原線の向ヶ丘遊園駅まで連絡線が伸びていた。多摩川で採取した砂利を小田急線に運搬するのが目的だったといわれている。連絡線は戦後に廃止されて撤去されたが、連絡線の途中の一部と小田急線の留置線やポイントは1970年代まで残っていた。分岐点跡地には現在も「小田急電鉄所有地」の標識がある。

### 年表
- 1927年（昭和2年）3月9日：南武鉄道線川崎 - 登戸間の開通時に開業[1][2]。
- 1944年（昭和19年）4月1日：南武鉄道線が国有化、運輸通信省南武線の駅となる[1][2]。
- 1958年（昭和33年）
  - 4月10日：荷物扱い廃止[2]。
  - 11月1日：貨物取り扱いを廃止[2]。
- 1987年（昭和62年）4月1日：国鉄分割民営化に伴い、東日本旅客鉄道（JR東日本）の駅となる[1][2]。
- 1993年（平成5年）10月29日：自動改札機を設置し、供用開始[4]。
- 2001年（平成13年）11月18日：ICカード「Suica」の利用が可能となる。
- 2007年（平成19年）
  - 6月22日：みどりの窓口の営業を終了。
  - 6月23日：指定席券売機を導入。
- 2015年（平成27年）2月8日：駅遠隔操作システム（現・お客さまサポートコールシステム）を導入。
- 2016年（平成28年）9月3日：発車メロディを藤子プロ関連作品の主題歌に変更[5]。
- 2024年（令和6年）7月11日：スマートホームドアの使用を開始[6]。

### 駅名の由来
地名から。元々は武蔵国橘樹郡宿河原村。1889年（明治22年）に稲田村大字宿河原、1938年（昭和13年）川崎市に合併。「宿河原」の由来として鎌倉時代に宿場町として栄えていたため、「宿のあった河原」であることなどが挙げられるが、現在では当時宿場が存在していた証拠がないためこの説は否定的に扱われ、地元でも「不詳」としている。

## 駅構造
相対式ホーム2面2線の地上駅である。下り（立川方面）ホームの立川方の端に改札口があり、2つのホームは跨線橋で接続されている。トイレは1番線ホームに設置されている。エレベーターは跨線橋とホームを結ぶものの他、改札口と1番線ホームを結ぶものがある。
上りホームの外側に留置線が2本あり、日中や夜間の車両留置に使用される。入出庫は主に武蔵溝ノ口駅との回送で行われる（線路の形式上、武蔵溝ノ口駅の留置線への出入庫は、登戸駅との回送で行われる)。
川崎統括センター（登戸駅）管理の業務委託駅（JR東日本ステーションサービス委託）である。お客さまサポートコールシステムが導入されており、一部時間帯は遠隔対応のため改札係員は不在となる。多機能券売機と指定席券売機が設置されている。

### のりば
| 番線 | 路線   | 方向 | 行先                           |
| ---- | ------ | ---- | ------------------------------ |
| 1    | 南武線 | 下り | 登戸・立川方面                 |
| 2    | 南武線 | 上り | 武蔵溝ノ口・武蔵小杉・川崎方面 |

（出典：JR東日本:駅構内図）

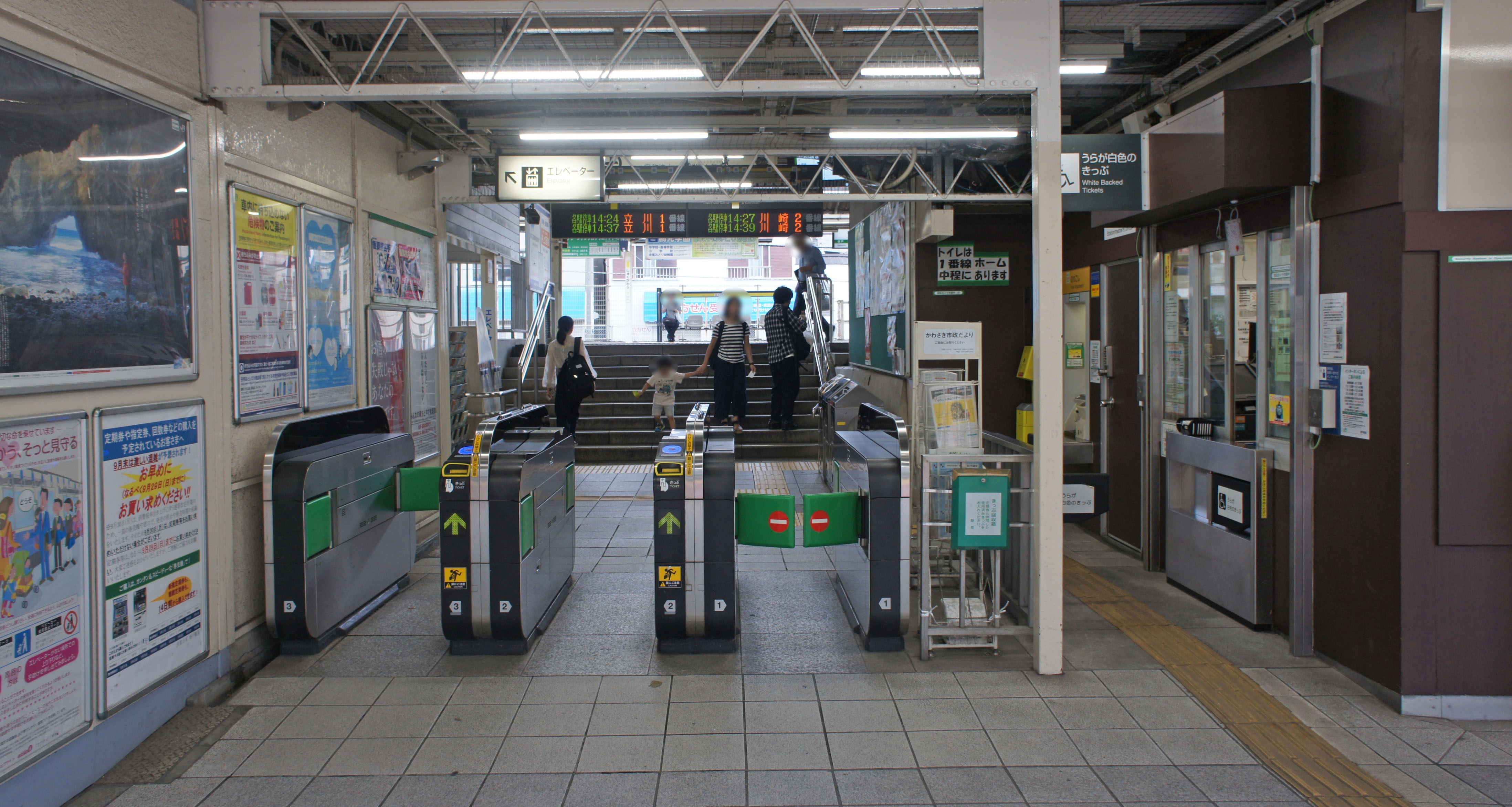
改札口（2019年9月）
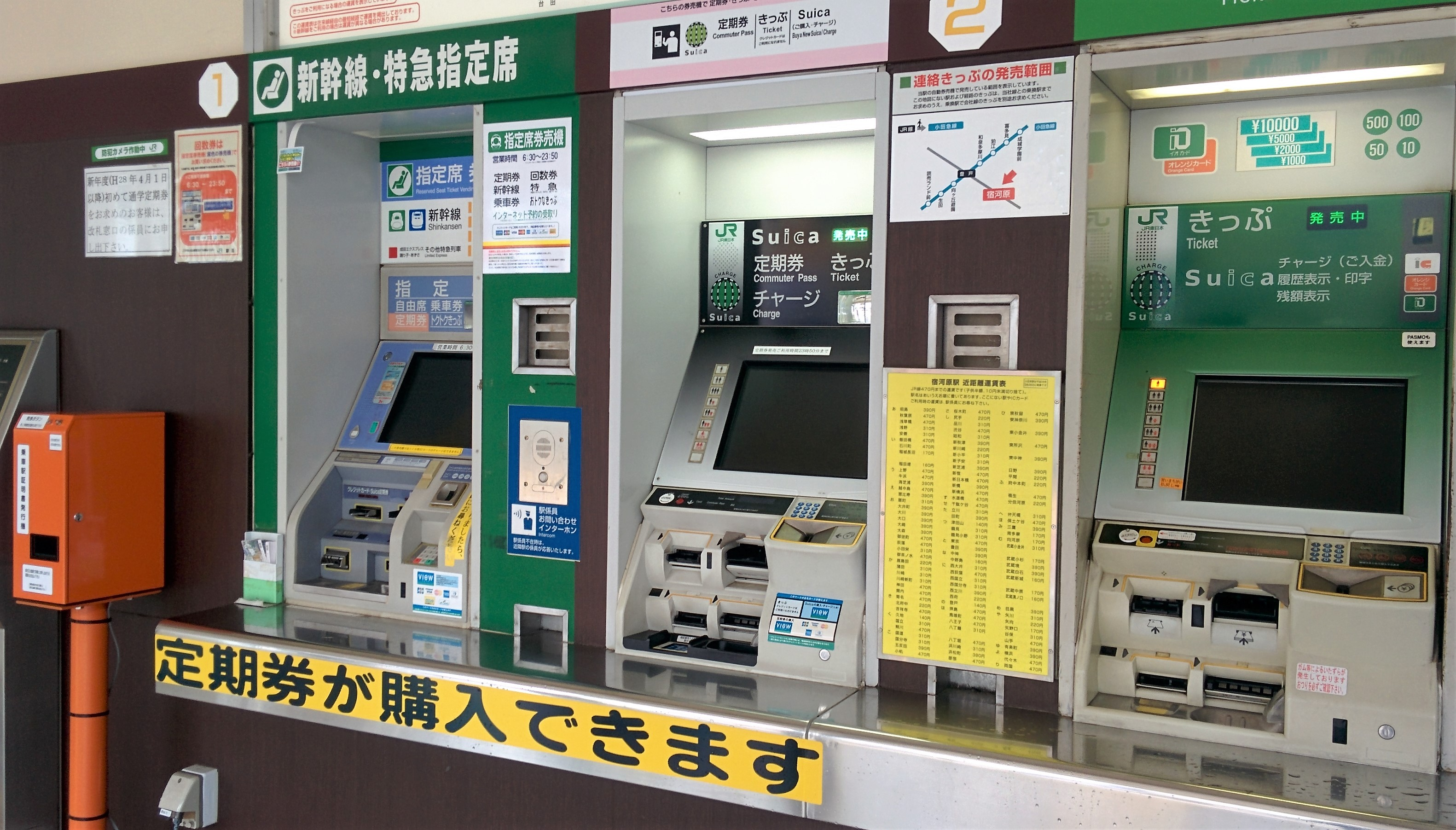
自動券売機（2016年6月）
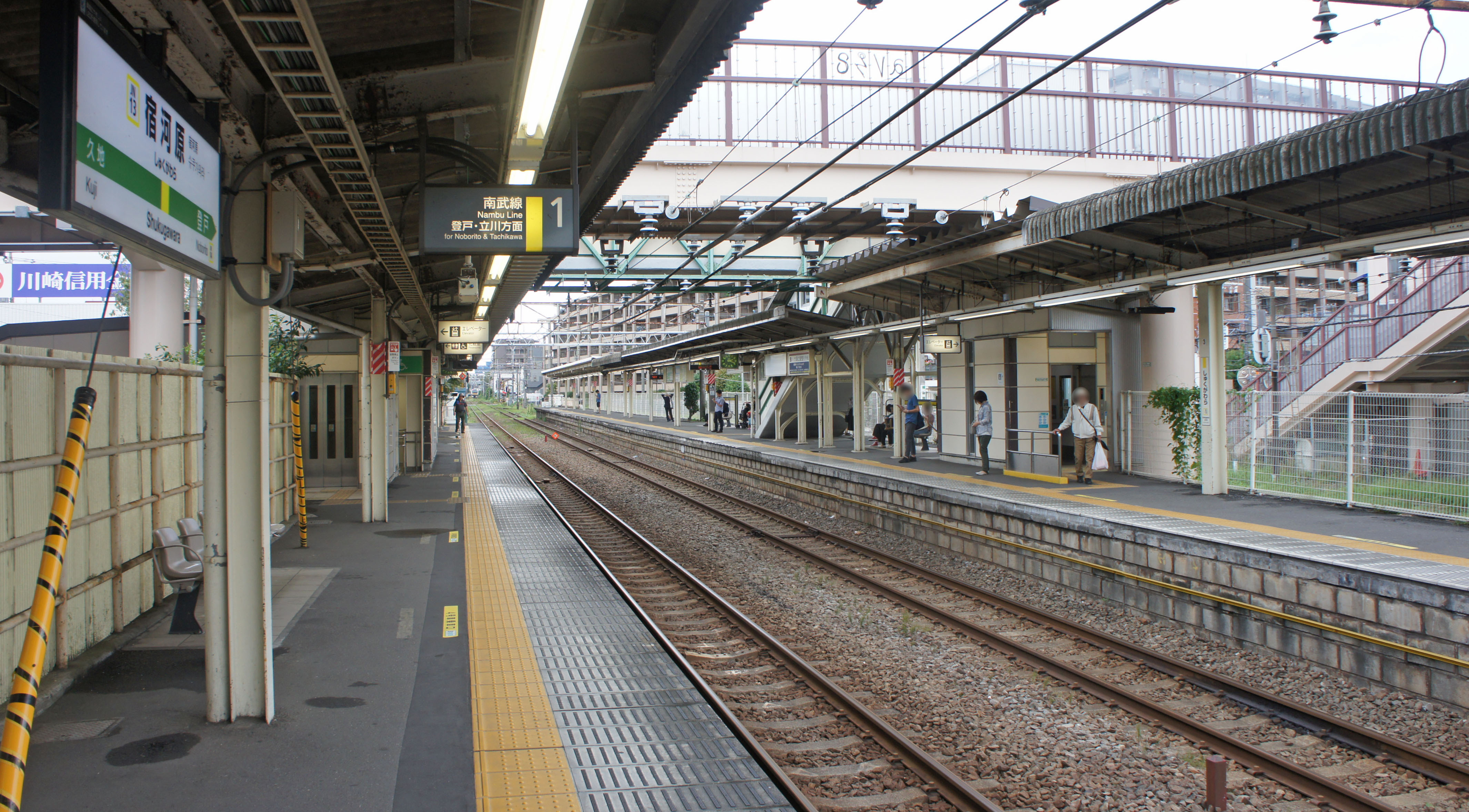
ホーム（2019年9月）

### 発車メロディ
2016年9月3日から2025年3月14日まで、藤子プロ関連作品のアニメ主題歌を発車メロディとして使用していた。これは藤子・F・不二雄ミュージアムの開館5周年を記念して導入されたもので、曲は1番線が「すいみん不足」、2番線が「夢をかなえてドラえもん」であった。メロディはスイッチの制作で、編曲は塩塚博が手掛けた。
ご当地メロディ導入以前はテイチク制作のメロディ（1番線が「遠い青空V1」、2番線が「ホリデイV1」）を使用していた。
2025年3月15日からはワンマン運転開始に伴い、電車備え付けの発車メロディを使用している。

## 利用状況
2023年度（令和5年度）の1日平均乗車人員は7,994人である。南武線の本線では、津田山駅・南多摩駅・稲城長沼駅に次いで4番目に少ない。
1995年度（平成7年度）以降の推移は下記の通り。
| 年度               | 1日平均 乗車人員 | 出典     |
| ------------------ | ---------------- | -------- |
| 1995年（平成07年） | 6,786            | [ * 1 ]  |
| 1996年（平成08年） | 6,914            |          |
| 1997年（平成09年） | 6,772            |          |
| 1998年（平成10年） | 6,725            | [ * 2 ]  |
| 1999年（平成11年） | 6,723            | [ * 3 ]  |
| 2000年（平成12年） | 7,050            | [ * 3 ]  |
| 2001年（平成13年） | 7,208            | [ * 4 ]  |
| 2002年（平成14年） | 7,159            | [ * 5 ]  |
| 2003年（平成15年） | 7,137            | [ * 6 ]  |
| 2004年（平成16年） | 7,184            | [ * 7 ]  |
| 2005年（平成17年） | 7,230            | [ * 8 ]  |
| 2006年（平成18年） | 7,173            | [ * 9 ]  |
| 2007年（平成19年） | 7,273            | [ * 10 ] |
| 2008年（平成20年） | 7,288            | [ * 11 ] |
| 2009年（平成21年） | 7,285            | [ * 12 ] |
| 2010年（平成22年） | 7,240            | [ * 13 ] |
| 2011年（平成23年） | 7,198            | [ * 14 ] |
| 2012年（平成24年） | 7,320            | [ * 15 ] |
| 2013年（平成25年） | 7,524            | [ * 16 ] |
| 2014年（平成26年） | 7,504            | [ * 17 ] |
| 2015年（平成27年） | 7,801            | [ * 18 ] |
| 2016年（平成28年） | 8,025            | [ * 19 ] |
| 2017年（平成29年） | 8,225            |          |
| 2018年（平成30年） | 8,223            |          |
| 2019年（令和元年） | 8,266            |          |
| 2020年（令和02年） | 6,512            |          |
| 2021年（令和03年） | 7,013            |          |
| 2022年（令和04年） | 7,573            |          |
| 2023年（令和05年） | 7,994            |          |

## 駅周辺
- 二ヶ領用水 - 桜並木
- 川崎市緑化センター
- 生田緑地ばら苑 - 最寄り駅に指定
- 藤子・F・不二雄ミュージアム

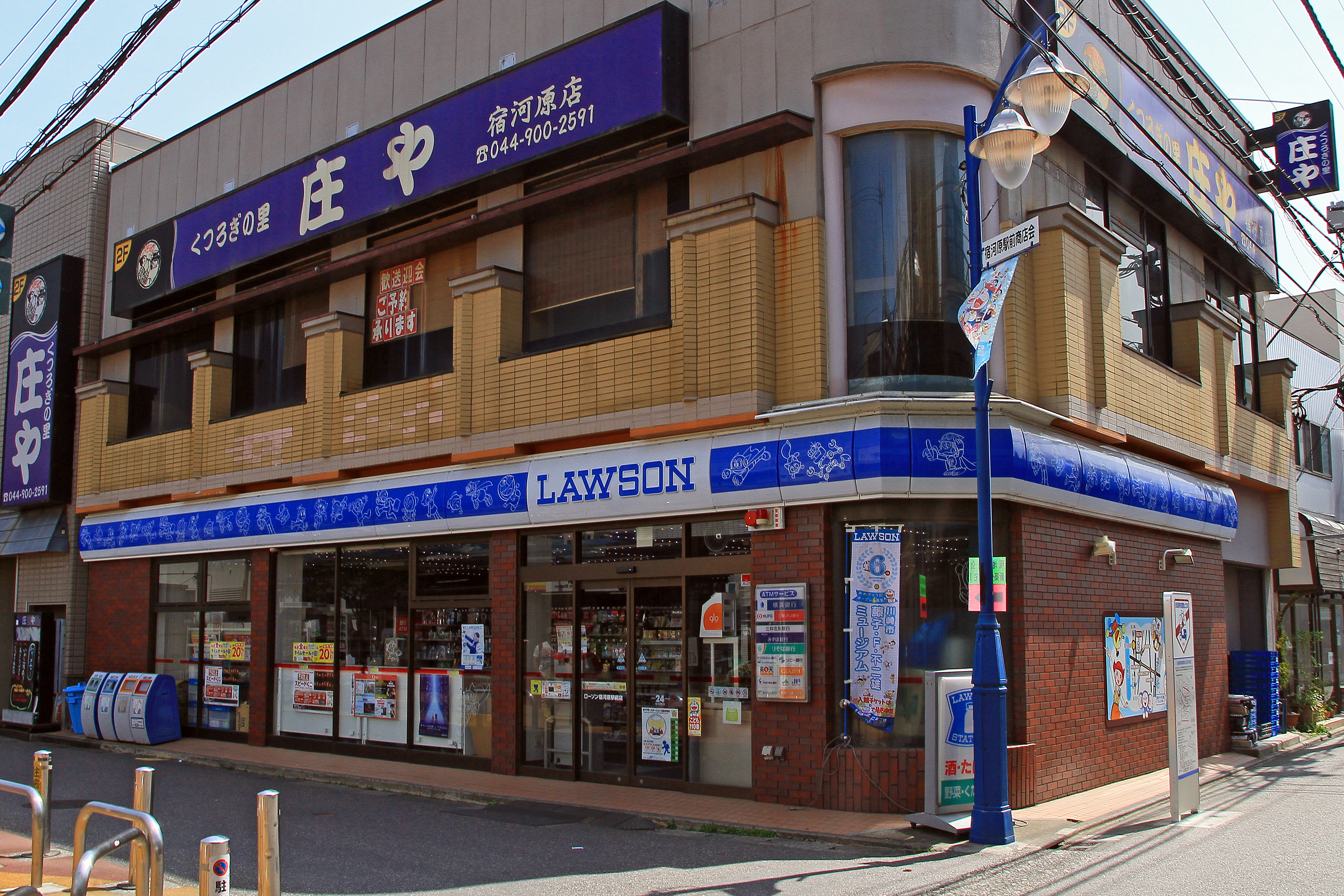
ローソン宿河原駅前店

- 宿河原低地遺跡 - 縄文時代の「水さらし場」遺跡。
- 宿河原交番
- 多摩消防署 宿河原消防出張所
- 川崎市立稲田小学校
- 川崎市立稲田中学校
- 神奈川県立多摩高等学校
- 八幡社（宿河原八幡宮）
- ローソン宿河原駅前店 - 藤子・F・不二雄ミュージアムとのコラボレーション店舗。
- 川崎信用金庫 宿河原支店
- 川崎宿河原郵便局

## バス路線
川崎市交通局が運行する路線バスが発着する。
宿河原駅入口
- 登06：カリタス学園行／中野島多摩川住宅行／菅生車庫／鷲ヶ峰営業所行

宿河原
- 登05：登戸駅生田緑地口行／向丘出張所行／菅生車庫行／宮前区役所行／鷲ヶ峰営業所前行
- 登06：カリタス学園行／中野島多摩川住宅行／菅生車庫行／鷲ヶ峰営業所前行

## 隣の駅
東日本旅客鉄道（JR東日本）
 南武線
■快速
通過
■各駅停車
久地駅 (JN 12) - 宿河原駅 (JN 13) - 登戸駅 (JN 14)
なお、国有化前には久地駅 - 当駅の間に宿河原不動駅が存在した。

### 記事本文
1. 1 2 3 4  曽根悟（監修） 著、朝日新聞出版分冊百科編集部 編『週刊 歴史でめぐる鉄道全路線 国鉄・JR』 38号 青梅線・鶴見線・南武線・五日市線、朝日新聞出版〈週刊朝日百科〉、2010年4月11日、20-21頁。
2. 1 2 3 4 5 6  石野哲 編『停車場変遷大事典 国鉄・JR編』 II（初版）、JTB、1998年10月1日、66-67頁。ISBN 978-4-533-02980-6。
3. 1 2 3  “駅の情報（宿河原駅）：JR東日本”.   東日本旅客鉄道. 2023年10月23日時点のオリジナルよりアーカイブ。2023年10月23日閲覧。
4. ↑  「JR年表」『JR気動車客車編成表 '94年版』ジェー・アール・アール、1994年7月1日、186頁。ISBN 4-88283-115-5。
5. 1 2 3  『藤子・F・不二雄ミュージアム 開館5周年記念事業』（PDF）（プレスリリース）川崎市、2016年8月16日、2頁。オリジナルの2018年11月16日時点におけるアーカイブ。2021年5月9日閲覧。
6. ↑  『2024年度のホームドア整備計画について』（PDF）（プレスリリース）東日本旅客鉄道、2024年3月12日。オリジナルの2024年3月12日時点におけるアーカイブ。2024年3月12日閲覧。
7. ↑  “南武線登戸、宿河原駅発車メロディ「ドラえもんのうた」など5曲制作”. スイッチオフィシャルサイト.   スイッチ (2016年9月3日). 2016年9月8日時点のオリジナルよりアーカイブ。2025年3月15日閲覧。
8. ↑  神奈川県県勢要覧 - 神奈川県
9. ↑  川崎市統計書 - 川崎市

### 利用状況
JR東日本の2000年度以降の乗車人員
1. ↑  各駅の乗車人員（2000年度） - JR東日本
2. ↑  各駅の乗車人員（2001年度） - JR東日本
3. ↑  各駅の乗車人員（2002年度） - JR東日本
4. ↑  各駅の乗車人員（2003年度） - JR東日本
5. ↑  各駅の乗車人員（2004年度） - JR東日本
6. ↑  各駅の乗車人員（2005年度） - JR東日本
7. ↑  各駅の乗車人員（2006年度） - JR東日本
8. ↑  各駅の乗車人員（2007年度） - JR東日本
9. ↑  各駅の乗車人員（2008年度） - JR東日本
10. ↑  各駅の乗車人員（2009年度） - JR東日本
11. ↑  各駅の乗車人員（2010年度） - JR東日本
12. ↑  各駅の乗車人員（2011年度） - JR東日本
13. ↑  各駅の乗車人員（2012年度） - JR東日本
14. ↑  各駅の乗車人員（2013年度） - JR東日本
15. ↑  各駅の乗車人員（2014年度） - JR東日本
16. ↑  各駅の乗車人員（2015年度） - JR東日本
17. ↑  各駅の乗車人員（2016年度） - JR東日本
18. ↑  各駅の乗車人員（2017年度） - JR東日本
19. ↑  各駅の乗車人員（2018年度） - JR東日本
20. ↑  各駅の乗車人員（2019年度） - JR東日本
21. ↑  各駅の乗車人員（2020年度） - JR東日本
22. ↑  各駅の乗車人員（2021年度） - JR東日本
23. ↑  各駅の乗車人員（2022年度） - JR東日本
24. ↑  各駅の乗車人員（2023年度） - JR東日本

神奈川県県勢要覧
1. ↑  線区別駅別乗車人員（1日平均）の推移 (PDF)  - 19ページ
2. ↑  神奈川県県勢要覧（平成12年度） - 221ページ
3. 1 2  神奈川県県勢要覧（平成13年度） (PDF)  - 223ページ
4. ↑  神奈川県県勢要覧（平成14年度） (PDF)  - 221ページ
5. ↑  神奈川県県勢要覧（平成15年度） (PDF)  - 221ページ
6. ↑  神奈川県県勢要覧（平成16年度） (PDF)  - 221ページ
7. ↑  神奈川県県勢要覧（平成17年度） (PDF)  - 223ページ
8. ↑  神奈川県県勢要覧（平成18年度） (PDF)  - 223ページ
9. ↑  神奈川県県勢要覧（平成19年度） (PDF)  - 225ページ
10. ↑  神奈川県県勢要覧（平成20年度） (PDF)  - 229ページ
11. ↑  神奈川県県勢要覧（平成21年度） (PDF)  - 239ページ
12. ↑  神奈川県県勢要覧（平成22年度） (PDF)  - 237ページ
13. ↑  神奈川県県勢要覧（平成23年度） (PDF)  - 237ページ
14. ↑  神奈川県県勢要覧（平成24年度） (PDF)  - 233ページ
15. ↑  神奈川県県勢要覧（平成25年度） (PDF)  - 235ページ
16. ↑  神奈川県県勢要覧（平成26年度） (PDF)  - 237ページ
17. ↑  神奈川県県勢要覧（平成27年度） (PDF)  - 237ページ
18. ↑  神奈川県県勢要覧（平成28年度） (PDF)  - 245ページ
19. ↑  神奈川県県勢要覧（平成29年度） (PDF)  - 237ページ